# Rotterdam Records
Rotterdam Records je nizozemska diskografska kuća koju je 1992. osnovao DJ Paul Elstak, a prva je koja je specijalizirana za Hardcore Techno, Gabber glazbu. Rotterdam Records pripada nizozemskoj veleizdavačkoj kući Mid-Town Records. Podizdavačke kuće Rotterdam Recordsa su Rotterdam Records Classics, Rotterdam Records Special, Rotterdam Tekno i Terror Traxx.
Paul Elstak je ovdje objavio (zajedno s još nekim producentima kao što je Maurice Steenbergen) mnogobrojna izdanja pod nadimcima "The Sound Of Rotterdam" i "Holy Noise".
1992. u diskografskoj kući su objavljeni hardcore klasici poput "Alles Naar De Klote" od Euromastera, "No Women Allowed" od Sperminatora i "Poing!" od Rotterdam Termination Sourcea.
2001. godine, Paul Elstak je napustio Rotterdam Records s ciljem osnivanja druge diskografske kuće Offensive Records, a Jeroen Streunding i Dennis Copier su preuzeli Rotterdam Records kojeg su u potpunosti promijenili, ostavljajući mu više prostora za nove i talentirane producente te su promijenili zvuk Rotterdam Recordsa (ako usporedite novija i starija izdanja, svakako ćete čuti razliku u zvuku).

## Vanjske poveznice
- Službena stranica  Arhivirana inačica izvorne stranice od 13. listopada 2007. (Wayback Machine)
- Diskografija i videografija diskografske kuće